# Björn Thurau
Björn Thurau (* 23. Juli 1988 in Frankfurt am Main) ist ein ehemaliger deutscher Radrennfahrer.

## Sportliche Karriere
Nachdem Thurau im Juniorenbereich u. a. die Gesamtwertung des GP Rüebliland 2006 gewann, schloss er sich 2007 dem Continental Team Atlas-Romer’s Hausbäckerei an. Für diesen Vertrag gab er eine geplante Ausbildung an einer Handelsschule in der Schweiz auf.
Seinen ersten Vertrag bei einem Professional Continental Team erhielt er 2008 bei der österreichischen Mannschaft Elk Haus-Simplon. 2010 bestritt er Rennen für das Bundesligateam Bergstraße U23, bevor er zur Saison 2011 zum deutschen Continental Team NSP wechselte. In diesem Jahr konnte er bei dem französischen Etappenrennen Paris–Corrèze die Nachwuchswertung gewinnen.
Für die Saison 2012 wurde er vom französischen ProTeam Europcar unter Vertrag genommen und bestritt für diese Mannschaft beim Giro d’Italia 2014 seine erste Grand Tour. Dabei war er bei drei Ausreißversuchen und als Helfer des Teamkapitäns Pierre Rolland aktiv, musste das Rennen aber auf der 16. Etappe mit gesundheitlichen Problemen aufgeben. 
Bei der anschließenden Tour de Suisse sicherte er sich u. a. durch eine lange Flucht auf der zweiten Etappe die Bergwertung.
Nachdem er in den Saisons 2015 und 2016 für die Professional Continental Teams Bora-Argon 18 und Wanty-Groupe Gobert fuhr, schloss der Allrounder 2017 sich dem Continental Team Kuwait-Cartucho.es an und belegte für diese Mannschaft bei der Tour of Qinghai Lake, einem Rennen der hors categorie den dritten Platz in der Gesamtwertung. 
Nach einer Saison beim Team Holdsworth wurde er Mitglied im Continental Team Vito-Feirense-Blackjack, das zum portugiesischen Fußball-Zweitligisten CD Feirense gehört.
Nach Ablauf der Saison 2019 beendete er seine sportliche Karriere, da er keine Chance mehr sah, oberhalb von Continental Teams professionell Radsport zu betreiben. 
Von Anfang 2020 bis Anfang 2021 moderierte er zusammen mit Mario Vogt den deutschsprachigen Ableger des YouTube-Videokanals Global Cycling Network GCN auf Deutsch.
Am 2. Februar 2021 meldete die Frankfurter Allgemeine Zeitung, dass die NADA Ermittlungen zu möglichen Doping-Verstößen Thuraus in den Jahren 2011 bis 2014 aufgenommen habe. 
Am 19. August 2021 entschied die NADA, Thurau für neun Jahre und sechs Monate zu sperren. Die Ermittlungen wurden aufgenommen, nachdem Informationen von Antidoping Schweiz und der Münchner Staatsanwaltschaft zu mehreren dopingrelevanten Sachverhalten aufkamen. Mit der Entscheidung sollen alle Ergebnisse zwischen dem 21. Dezember 2010 und dem 9. März 2021 annulliert werden.

## Familiäres
Björn Thurau ist einer der beiden Söhne des ehemaligen Radprofis Dietrich Thurau (* 1954), sein Bruder Urs ist ebenfalls Radrennfahrer.

## Erfolge
2006
- Gesamtwertung GP Rüebliland (Junioren)

2011
- Nachwuchswertung Paris–Corrèze

2013
- Bergwertung Luxemburg-Rundfahrt

2014
- Bergwertung Tour de Suisse